# 青铜

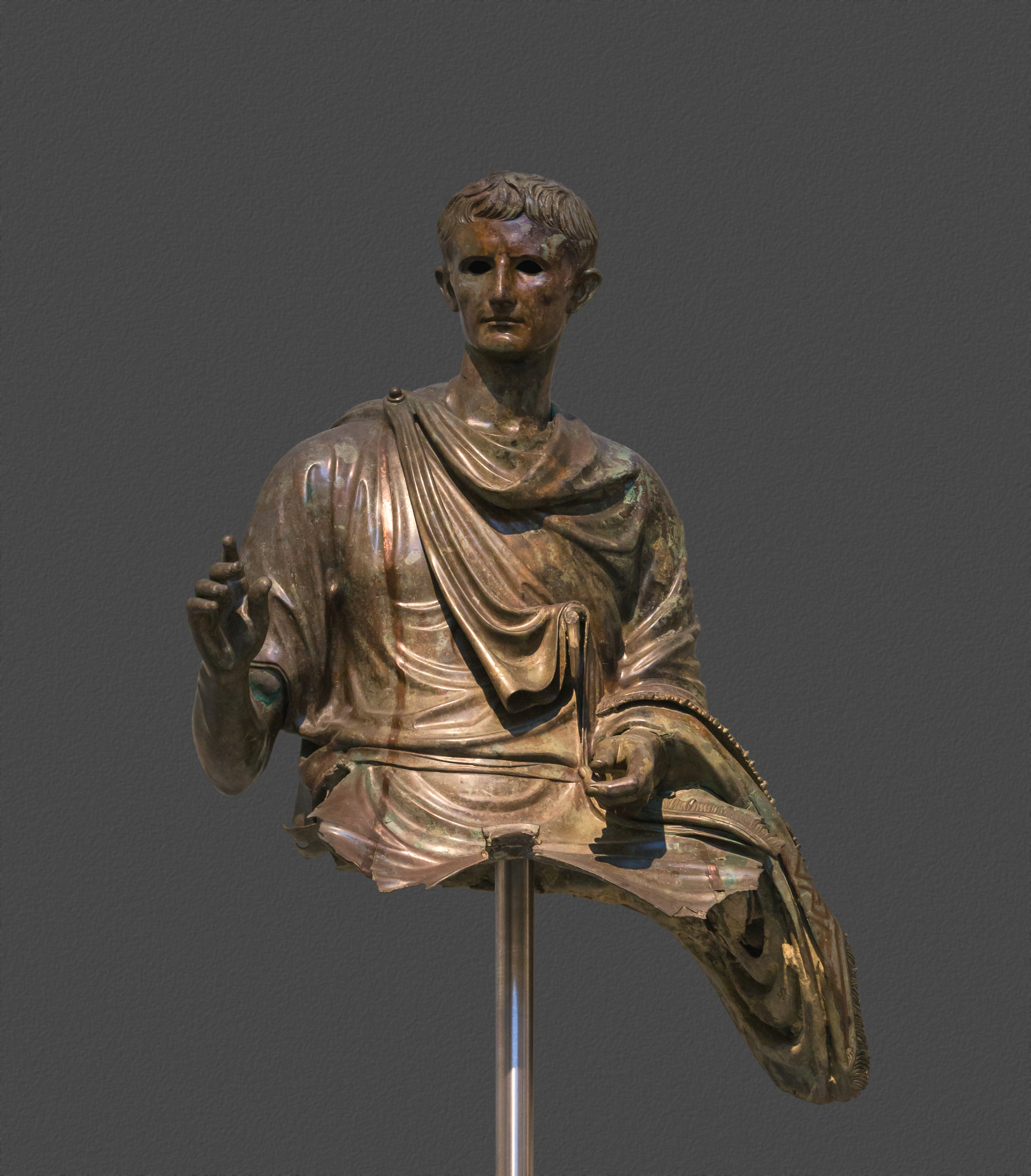
奥古斯都青铜像（未生锈的青铜并非青色）

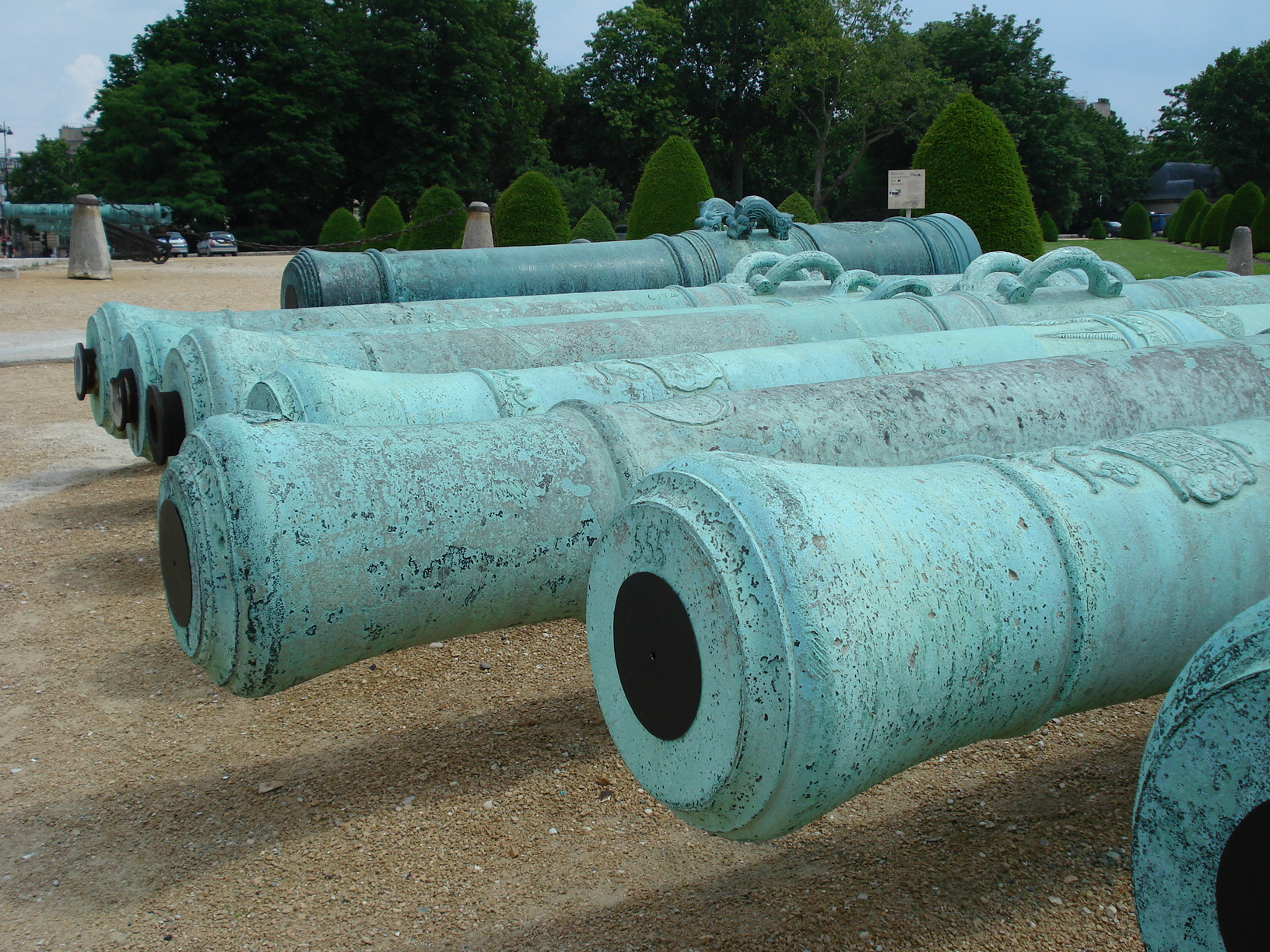
生锈的青銅炮

青銅（英語：Bronze），中國古稱響銅．是一種銅合金的泛稱，主要成份是銅，通常會含有大約 12–12.5% 的錫，形成合金。常見的錫之外，也會加入其他金屬（例如鋁，鎂，鎳，鋅），有時也會包含有非金屬成份（例如磷） 或是類金屬（例如砷，矽）。因為加入這些成份之後，使得青銅的硬度通常比純銅更高，也會帶有其他特色，例如更好的強度，延展性，更容易加工。
在考古學的三時代系統中，人類開始廣泛應用青銅製作物品的時代，被稱為青銅時代或銅器時代。
纯銅（紫銅也就是紅銅）加入錫與銅或以外的金屬所產生的合金，如加入錫、鉛或鋁的銅合金，剛加工好青铜器其實是帶有金棕色的，但古时青铜器埋在土里后颜色因氧化而青灰，故命名为青铜。与纯铜（红铜）相比，青铜强度高且熔点低（25％的锡冶炼青铜，熔点就会降低到800℃。纯铜（红铜）的熔点为1083℃）。青铜的铸造性好，耐磨且化学性质稳定。

## 不含錫的「青铜」
有許多名稱中有青銅但不含錫的銅合金，如铝青铜、铍青铜、锰青铜、硅青铜。

## 各類特性
- 錫青銅的鑄造性能﹑減摩性能和機械性能較佳，適合於製造齒輪、軸承、蝸輪等。
- 鉛青銅適合於製造發動機的軸承材料。
- 鋁青銅強度高，耐磨性和耐蝕性較佳，常用於鑄造高載荷的軸套、齒輪、船用螺旋槳等。
- 鈹青銅適合於製造煤礦和油庫的無火花工具。
- 鈹青銅和磷青銅的導電性較佳，彈性極限高，適合於製造電接觸元件和精密彈簧。

## 反常膨脹
青銅器遇冷會反常地膨脹。這一特性使得澆鑄後其紋飾或刻字之棱角外凸而美觀。

## 外部連結
维基共享资源上的相關多媒體資源：青铜